# Tembong (Carita)
Tembong is een bestuurslaag in het regentschap Pandeglang van de provincie Banten, Indonesië. Tembong telt 1387 inwoners (volkstelling 2010).